# هایپوکینزی
هایپوکینِزی (Hypokinesia) به گروهی از اختلالات حرکتی و به کاهش حرکت بدن گفته می‌شود. هایپوکینزی با از دست دادن جزئی یا کامل حرکت عضلانی به‌دلیل اختلال در عقده‌های قاعده‌ای مشخص می‌شود. این اختلال، یکی از علائم بیماری پارکینسون است که به‌صورت سفتی عضلانی و ناتوانی در ایجاد حرکت، نشان داده می‌شود. این عارضه همچنین با اختلالات سلامت روان و عدم تحرک طولانی‌مدت ناشی از بیماری، همراه است.
دسته‌ای دیگر از اختلالات حرکتی، هایپرکینزی است که با انجام حرکات ناخواسته، مانند پرش عضلانی، بیماری هانتینگتون یا نشانگان توره همراه است.

## علل
شایع‌ترین علت هایپوکینزی، بیماری پارکینسون و مشکلات مربوط به این بیماری است.
سایر شرایطی که ممکن است باعث کندی حرکات شوند، شامل کم‌کاری تیروئید و افسردگی شدید است.

### داروهای دوپامینرژیک
داروهای دوپامینرژیک معمولاً در مراحل اولیهٔ هایپوکینزی برای درمان بیماران استفاده می‌شوند. با افزایش مصرف، ممکن است که این داروها به‌دلیل ایجاد ضایعات نورآدرنرژیک، بی‌اثر شوند. با وجود این‌که داروهای دوپامینرژیک ممکن است در ابتدای مصرف، مؤثر باشند، اما ضایعات نورآدرنرژیک می‌توانند بعداً با ایجاد اختلال راه رفتن هایپوکینزیک همراه باشند.
متیل‌فنیدات، که معمولاً برای درمان اختلال کم‌توجهی - بیش‌فعالی (ADHD) استفاده می‌شود، همراه با لوودوپا برای درمان هایپوکینزی در کوتاه‌مدت استفاده شده‌است. این دو دارو در کنار هم، سطح دوپامین را در بخش مخطط و قشر پیش‌پیشانی افزایش می‌دهند و به‌طور کلی راه رفتن هایپوکینزیک را بهبود می‌بخشند. با این‌حال، برخی از بیماران، واکنش‌های نامطلوبی چون تهوع و سردرد به این نوع درمان دارند و اثرات طولانی‌مدت درمان دارویی نیز هنوز نیاز به ارزیابی دارد.

### سلول‌های بنیادی
درمان‌های جدید شامل افزایش تعداد سلول‌های دوپامینی با پیوند سلول‌های بنیادی به عقده‌های قاعده‌ای یا تحریک تولید سلول‌های بنیادی است. پیوند موفقیت‌آمیز سلول‌های بنیادی می‌تواند علائم هایپوکینتیک را تسکین دهد و دوز لازم داروهای دوپامینرژیک را نیز کاهش دهد. با این‌حال، عوارض مختلفی از جمله تشکیل احتمالی تومور، حرکت و جابه‌جایی نامناسب سلولی، رد کردن پیوند سلول‌ها توسط دستگاه ایمنی و خونریزی مغزی ممکن است از خطرات احتمالی باشند.

### آنتاگونیست‌های گیرنده NOP
درمان دیگری که هنوز در مرحله آزمایشی است، تجویز آنتاگونیست‌های گیرندهٔ پپتید FQ (NOP) است.

### رقص‌درمانی
رقص‌درمانی نشان داده‌است که حرکات هایپوکینزیک و سفتی را کاهش می‌دهد، اگرچه بیشتر جنبه‌های عضلانی این اختلال را هدف قرار می‌دهد تا فعالیت عصبی.

## ارتباط با سایر مشکلات پزشکی
هایپوکینزی اگرچه اغلب با بیماری پارکینسون مرتبط است، اما ممکن است که با طیف گسترده‌ای از موارد دیگر، همراه باشد.
| مشکل                    | ارتباط با هایپوکینزی |
| ----------------------- | --- |
| سکته مغزی               | مشخص شده‌است که آسیب به مناطق خاصی از مغز، به‌دلیل کمبود اکسیژن باعث بروز علائم هایپوکینتیک می‌شود. ضایعات فرونتال (قدامی) و ساب‌کورتیکال ناشی از سکته مغزی بیشتر از ضایعات خلفی باعث هایپوکینزی می‌شوند.            |
| اسکیزوفرنی              | تصور می‌شود که عدم اتصال بین ناحیهٔ حرکتی مکمل سمت راست مغز به پالیدوم و قشر حرکتی اولیه چپ به تالاموس در بیماران مبتلا به اسکیزوفرنی منجر به هایپوکینزی می‌شود.                                                   |
| هایپرآمونمی             | هایپرآمونمی مزمن و بیماری‌های کبدی می‌توانند انتقال عصبی گاما آمینوبوتیریک اسید و گلوتامات را با افزایش مقدار گلوتامات در جسم سیاه و مهار حرکت تغییر دهند.                                                        |
| فلج فوق هسته‌ای پیشرونده | فلج فوق هسته‌ای که بسیار شبیه به بیماری پارکینسون است، علی‌رغم دامنهٔ کم، در واقع ویژگی هایپوکینتیک از دست دادن حرکتی پیش‌رونده را نشان نمی‌دهد. تشخیص هایپوکینزی، می‌تواند به تشخیص این اختلال از پارکینسون کمک کند. |